# Kieserita
La kieserita es un mineral del grupo VI (sulfatos), según la clasificación de Strunz. Es un sulfato hidratado de magnesio. Se presenta en agregados granudos, incoloros y turbios de color blanco o amarillo.
Se describió a partir de muestras obtenidas en Staßfurt (Salzland en Sajonia-Anhalt) analizadas por el mineralogista alemán Eduard Reichardt en 1861, que lo dedicó al médico alemán y presidente de la Academia de Jena (Alemania), el gran profesor de medicina psiquiátrica Dietrich Georg von Kieser (1779-1862).

## Origen
La kieserita tiene su origen en depósitos de sal encontrados en la Alemania. Estos se formaron hace 230 millones de años, cuando grandes áreas de Alemania fueron cubiertas por agua de mar.
Durante la formación de Zechstein, un período con un clima caliente y seco, el agua de lagunas de agua salada que fue aislada del océano por barras superficiales se evaporó y la sal se cristalizó.
Con el proceso de evaporación, los carbonatos (piedra de cal y dolomita) y los sulfatos (yeso y anhídridos) sedimentaron primero, seguido por sal roca (NaCl).
Finalmente, el potasio y el magnesio de las sales fueron cristalizados y depositados. Este proceso ocurrió continuamente por varias afluencias de agua salada, formando varios depósitos de sal. Más tarde, fueron cubiertos por gruesas capas de arcilla, que protegieron los depósitos del desgaste por la acción atmosférica.

## Propiedades
En contacto con el aire húmedo la kieserita se hidrata y se recubre de una costra blanca de epsomita.
Calentado por encima de los 200 °C pierde la molécula de agua que contiene. Es fusible al soplete.